# Tapa Shotor
Tapa Shotor ou Tapa-é-Shotor est un site archéologique afghan qui comportait un monastère gréco-bouddhiste situé près de Hadda, village situé non loin de Jalalabad.
Selon l’archéologue Raymond Allchin, le site de Tapa Shotor indique que l’Art gréco-bouddhique de Gandhara descendait directement de l’art de la Bactriane hellénistique, comme en témoignent les découvertes faites sur le site d'Aï-Khanoum.
Le site de Tapa Shotor a été détruit par un incendie criminel et pillé en 1992 par les Talibans.

## Localisation et géologie du site
Hadda est situé à 10 km, (ou 12 km) au sud de Jalalabad. Les monastères étaient situés sur des hauteurs. Le site de Tapa Shotor est le site le plus au nord de Hadda.

## Histoire

### Histoire ancienne
Le nom du site signifie « colline du dromadaire ».
Le site de Hadda comportait un nombre important de monastères bouddhiques situés à l'ouest du village actuel. Le site de Tapa Shotor est quant à lui situé au nord.
Les œuvres les plus anciennes sont datées du IIe siècle.
Six phases de construction des bâtiments ont été déterminées pour une datation du IIe siècle à la fin du VIe siècle. Un incendie met fin aux activités des moines peu avant 610-620 selon un type monétaire.

### Histoire contemporaine et redécouverte

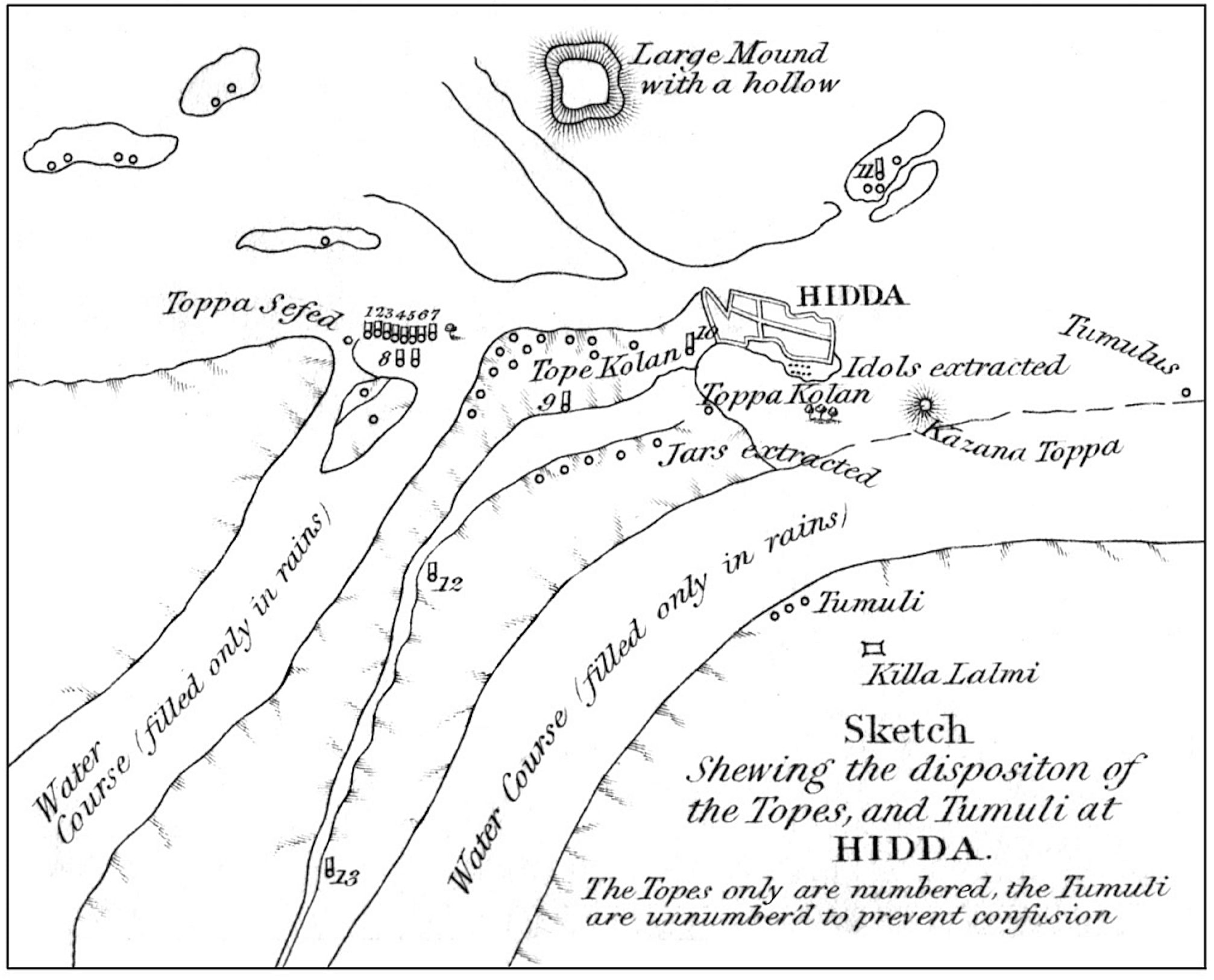
Carte de Hadda par Masson, 1841.

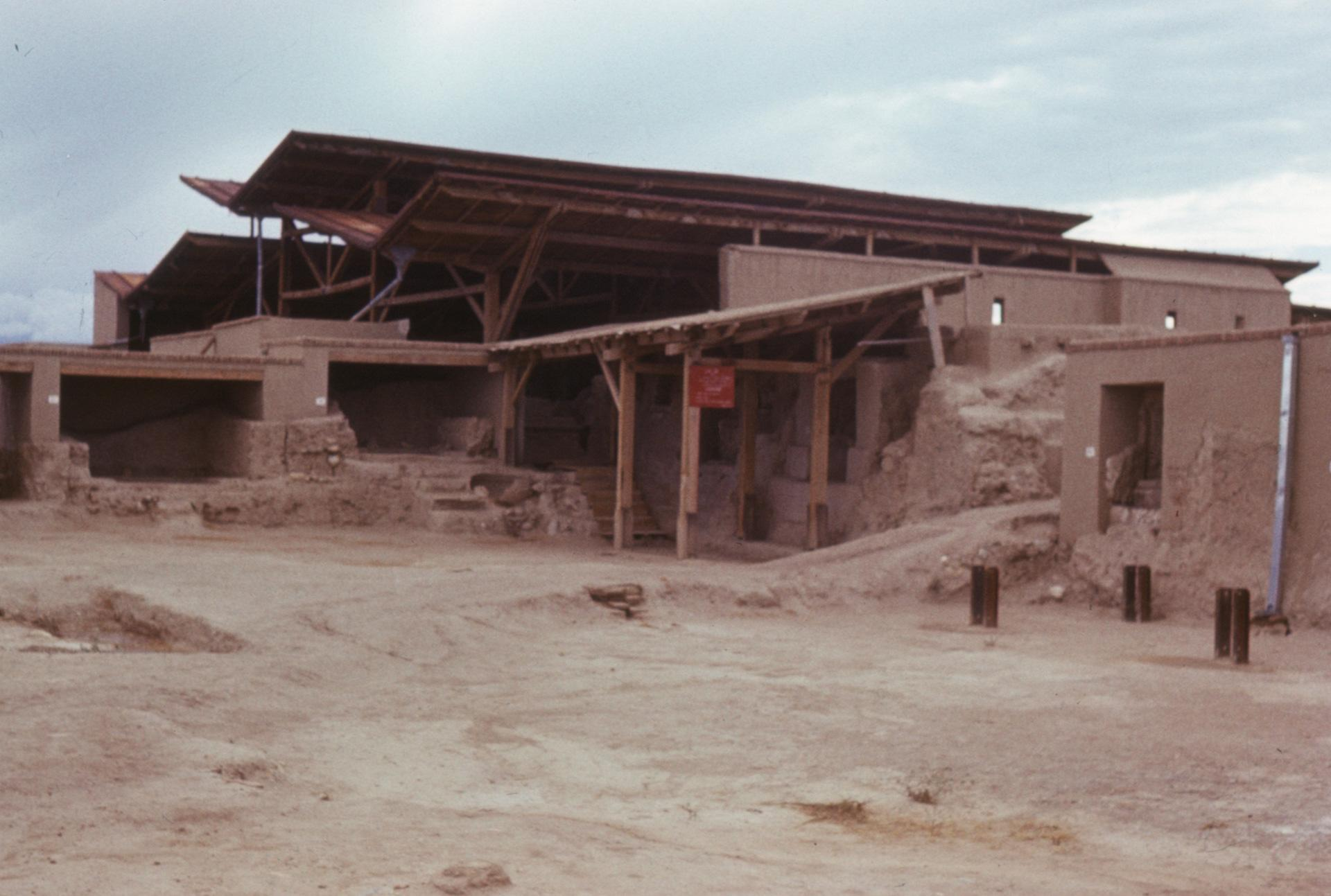
Site archéologique avec le toit mis en place dans les années 1970.

Le site de Hadda est exploré une première fois par des britanniques, Masson et Simpson au XIXe siècle après avoir été identifié en 1825 par Court.
Les équipes de la DAFA effectuent des recherches dans les années 1920, plus particulièrement Foucher et Godard. Foucher demande à Barthoux de reprendre les recherches et il fouille onze sites de Hadda en 1926-1928 et découvre 500 stupas et 13 000 objets.
Le site est fouillé par une mission japonaise puis par une équipe d'archéologues afghans à partir des années 1960, Mostamandi puis Tarzi à partir de 1974.
Une charpente est installée au-dessus du site aux fins de créer un musée de site. Le site est incendié en 1992, la grotte est détruite et des œuvres sont vendues sur le marché de Peshawar. Fin 1993 le constat est fait par un archéologue afghan, mais la prise du pouvoir dans la région par les Talibans apporte de nouvelles destructions.

## Description

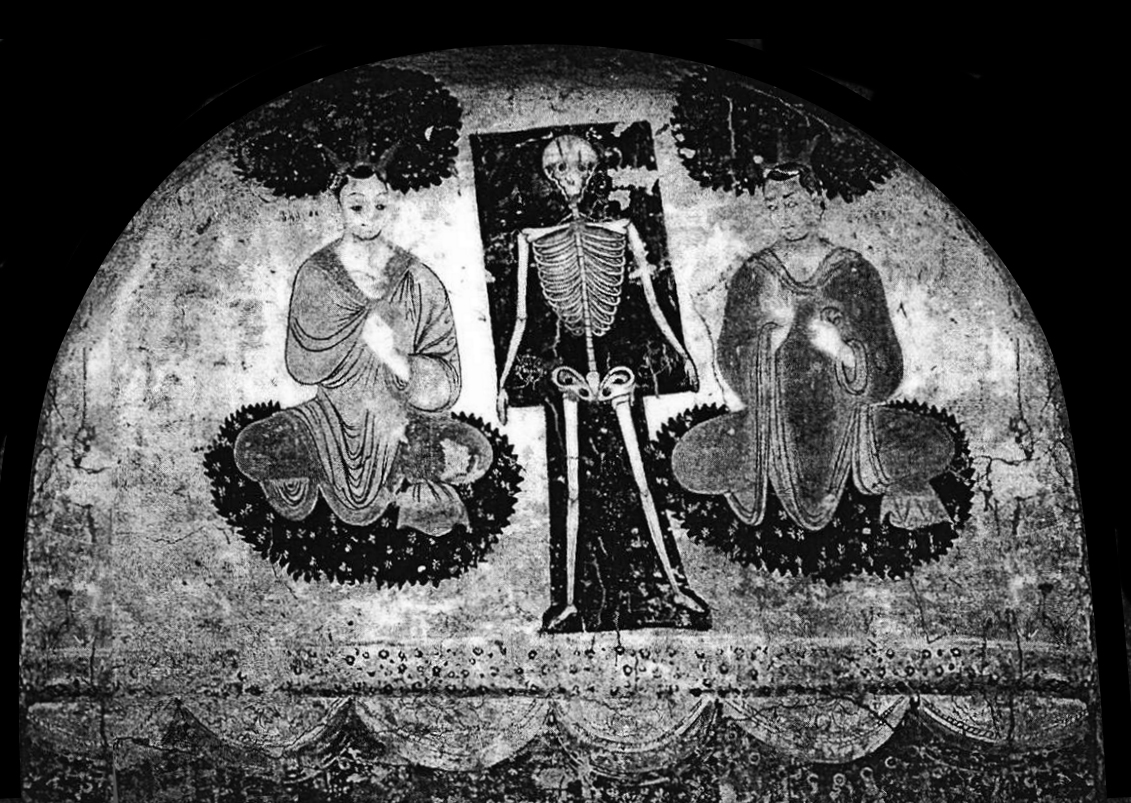
Fresque de la grotte.

Le site a livré des statues de pierre, de stuc et d'argile.
Les statues d'argile étaient placées dans des niches ou des chapelles. Sur les éléments découverts « l'empreinte de l'art hellénistique est (...) saisissante ».
Les œuvres les plus anciennes de Tapa Shotor sont contemporaines de celles du Gandhara, ce qui fait donner aux premières le titre de « chaînon manquant entre les modelages hellénistiques de la Bactriane grecque et les stucs de Hadda ».
Une représentation de Vajarapani-Héraclès est exceptionnelle, avec son visage et une peau de lion sur son épaule, c'est « une œuvre majeure de l'école hellénisante tardive de l'Afghanistan ». Cette statue est datée du IVe siècle et est influencée par Lysippe et également les monnaies d'Euthydème. Le type est présent dans les statues dont témoigne une statuette d'Aï Khanoum.
Une représentation de Tyché témoigne d'une influence grecque.
Les fouilles ont permis de retrouver une grotte ornée de peintures datées du IVe siècle-Ve siècle : dix personnages, des moines en méditation, encadraient un squelette debout. Ces personnages sont des « saints majeurs du bouddhisme, disciples directs de Buddha » et la grotte devait être un lieu de méditation.
Le site de Tapa Shotor témoigne de « l'enracinement de l'hellénisme en Asie centrale ».